# Trey Nyoni
Treymaurice Nyoni (Leicester, Inglaterra, 30 de junio de 2007), más conocido como Trey Nyoni, es un futbolista británico que juega como centrocampista y su equipo actual es el Liverpool F. C. de la Premier League de Inglaterra.

## Trayectoria
Nyoni, estuvo en la cantera del Leicester City. El 23 de agosto de 2023, fichó por el Liverpool F. C., sin embargo, según los informes, los dos clubes no pudieron ponerse de acuerdo sobre una tarifa que tuvo que ser fijada por un tribunal.
En octubre de 2023 se informó que, después de impresionar con las categorías inferiores del Liverpool, había empezado a entrenar con el primer equipo.
Fue incluido en el partido de la Premier League por primera vez el 12 de noviembre de 2023, fue suplente en la victoria en casa por 3-0 sobre el Brentford. El 28 de febrero de 2024, hizo su debut con el primer equipo como sustituto de Harvey Elliott, en la partido de la FA Cup contra el Southampton, ganando el Liverpool por 3-0. Convirtiéndose en el jugador más joven en disputar la competición con el equipo, a la 16 años y 243 días.

## Carrera internacional
Nyoni puede ser elegible para jugar con Inglaterra, su país de nacimiento, o por Zimbabwe debido a sus padres. Nyoni anotó y asistió a un gol en su debut con la selección sub-16 de Inglaterra en agosto de 2022, en la victoria por 3-2 sobre la selección sub-16 de Italia.Nyoni fue convocado para la selección de la selección sub-17 de Inglaterra en octubre de 2023.

## Estilo de juego
Nyoni ha sido descrito como un número 8 con un buen equilibrio, capaz de jugar con ambos pies y con la capacidad para batir a su marcador en ambos lados.

## Estadísticas

### Clubes
Actualizado al último partido disputado el 28 de febrero de 2024.
| Club                       | Div.          | Temporada     | Liga  | Liga  | Copas nacionales | Copas nacionales | Copas internacionales | Copas internacionales | Total | Total |
| Club                       | Div.          | Temporada     | Part. | Goles | Part.            | Goles            | Part.                 | Goles                 | Part. | Goles |
| -------------------------- | ------------- | ------------- | ----- | ----- | ---------------- | ---------------- | --------------------- | --------------------- | ----- | ----- |
| Liverpool F. C. Inglaterra | 1.ª           | 2023-24       | 0     | 0     | 1                | 0                | 0                     | 0                     | 1     | 0     |
| Liverpool F. C. Inglaterra | 1.ª           | 2024-25       | 0     | 0     | 4                | 0                | 1                     | 0                     | 5     | 0     |
| Liverpool F. C. Inglaterra | 1.ª           | 2025-26       | 0     | 0     | 0                | 0                | 0                     | 0                     | 0     | 0     |
| Liverpool F. C. Inglaterra | Total club    | Total club    | 0     | 0     | 5                | 0                | 1                     | 0                     | 6     | 0     |
| Total carrera              | Total carrera | Total carrera | 0     | 0     | 5                | 0                | 1                     | 0                     | 6     | 0     |

## Vida personal
Nyoni nació en Inglaterra, de padres de Zimbabwe.

## Palmarés

### Campeonatos nacionales
| Título          | Club            | País       | Año  |
| --------------- | --------------- | ---------- | ---- |
| Copa de la Liga | Liverpool F. C. | Inglaterra | 2024 |